# Río Gamboa
El río Gamboa es un curso natural de agua que fluye en la isla de Chiloé, en la región chilena de Los Lagos y desemboca en la ciudad de Castro (Chile).

## Trayecto
Nace en los cerros selvosos de la parte central de la isla de Chiloé, corre hacia el este por una quebrada profunda, pasa al pie sur de la meseta en que está asentada la ciudad de Castro y se vacía en amplio estuario que llena la marea.: 348 

## Historia
Francisco Astaburuaga escribió en 1899 en su obra póstuma Diccionario geográfico de la República de Chile sobre el río:
Gamboa.-—Río del departamento de Castro en la parte oriental de la isla de Chiloé. Entra en una ensenada de esa parte de la isla inmediatamente después de bañar la base sur de la meseta en que está asentada su capital. Procede de los cerros selvosos del centro de la isla hacia el O. de esta ciudad, y es de corto curso y caudal con ancho cauce á su desembocadura, que por aquí rellena la marea. Tiene frente á la población un puente de 150 metros de largo. Le dió el nombre el fundador de Castro, Don Martín Ruiz de Gamboa.